# Vom Sakerfalken und den Raubvögeln
Vom Sakerfalken und den Raubvögeln ist eine Erzählung aus den Geschichten aus Tausendundeine Nacht. Sie ist eine Binnengeschichte in der größeren Geschichte vom Fuchs und dem Raben. In der Arabian Nights Encyclopedia wird sie als ANE 53 gelistet.

## Handlung
Einst lebte ein junger Sakerfalke, der ein Tyrann war und von allen Tieren, selbst den anderen Raubvögeln gefürchtet wurde, da er sie quälte. Doch als ihn das Alter heimsuchte, konnte er nicht mehr gut jagen und musste sich schließlich am Versammlungsort der Vögel von Resten ernähren. Da beruhte seine Kraft nicht mehr auf körperlicher Stärke, sondern nur noch auf List. 

## Hintergrund
Die Geschichte findet sich in frühen arabischen Druckfassungen. Auf die Kalkutta-II-Edition griffen Richard Francis Burton und Enno Littmann für ihre Sammlungen und Übersetzungen zurück. Claudia Ott griff auf die Kayseri-Handschrift zurück.

## Ausgaben
- Enno Littmann: Die Erzählungen aus den tausendundein Nächten, Insel Verlag, Frankfurt 1968, Band 2, S. 277–278.
- Claudia Ott: Tausendundeine Nacht – Das glückliche Ende, dtv, München 2018 [2016], S. 68–69.